# 이명동음
음악에서 딴이름한소리 또는 이명동음(異名同音, Enharmonic)은 음의 이름은 다르나 똑같은 소리를 가진다는 뜻이다

## 정의
예를 들어, 12평균율 (서양 음악에서 음악 튜닝의 주된 시스템)에서 C♯과 D♭은 음높이가 같은 음, 즉 이명동음이다. 즉, 건반의 동일한 건반이므로 음높이가 동일하지만 하모니와 코드 진행에서 이름과 역할이 다르다.
즉, 두 음의 음이름이 다르지만 음높이가 같은 경우를 이명동음이라고 한다.
다만, 19평균율, 31평균율처럼 이명동음 관계가 12-TET과 다를 수 있다. 예를 들어 19평균율에는 C♯과 D♭이 서로 이명동음 관계가 아니며, C♯과 D이 서로 이명동음 관계다.

## 이명동조
이명동조(異名同調, Enharmonic key), 혹은 딴이름한소리 조란 이명동음과 마찬가지로 조성의 이름은 다르나 동일한 음을 내는 조성을 말한다. 이명동조 관계에 해당하는 각각의 으뜸음들이 서로 이명동음 관계다.
다음의 음계는 서로가 이명동음 조성이다.

### 장조
- 내림라장조 (내림표 5개) - 올림다장조 (올림표 7개)
- 내림사장조 (내림표 6개) - 올림바장조 (올림표 6개)
- 내림다장조 (내림표 7개) - 나장조 (올림표 5개)

### 단조
- 내림나단조 (내림표 5개) - 올림가단조 (올림표 7개)
- 내림마단조 (내림표 6개) - 올림라단조 (올림표 6개)
- 내림가단조 (내림표 7개) - 올림사단조 (올림표 5개)

### 이론적
- 내림바장조 (내림표 8개) - 마장조 (올림표 4개)
- 올림사장조 (올림표 8개) - 내림가장조 (내림표 4개)
- 내림라단조 (내림표 8개) - 올림다단조 (올림표 4개)
- 올림마단조 (올림표 8개) - 바단조 (내림표 4개)

위는 12평균율을 기준으로 한 것이며, 그 외의 다른 음률에선 딴이름한소리가 위와 전혀 다를 수 있다.
제일 보편적인 음률에선 가독성과 관련하여 조표에 내림표, 올림표가 7개 있는 조성 (예: 내림다장조, 내림가단조, 올림다장조, 올림가단조)은 일반적으로 사용해오지 않았고, 표기가 보다 간단한 이명동조인 올림표, 내림표 5개의 조성 (예: 나장조, 올림사단조, 내림라장조, 내림나단조)으로 대체해왔다. 
물론, 마찬가지로 조표에 내림표, 올림표가 8개 이상 있는 조성 (예: 내림바장조, 내림라단조, 올림사장조, 올림마단조 등) 역시 일반적으로 표기가 간단한 이명동조인 올림표, 내림표 4개 이하의 조성 (예: 마장조, 올림다단조, 내림가장조, 바단조 등)으로 대체 표기해왔다.
다만, 19, 31평균율처럼 이명동음 관계가 12 평균율과 다른 음률에서는 이명동조 관계에 변동이 올 수 있으므로 예외가 될 수 있다. 그 외에 내림표, 올림표 7개 (혹은 8개 이상의) 조성은 제일 보편적인 음률에선 이명동조를 사용하지 않을 시 직접적인 조표 형태 대신 간헐적인 임시표 형태로 쓰이는 것이 대부분이다.

## 이명동음 조율
원칙적으로, 동일한 음을 의미하는 이명동음이라는 단어의 현대 음악 사용은 한 옥타브를 균등하게 나눈 평균율에서만 정확하다. 그러나 다른 음률(예 : 순정률)에서는 이명동음에 가깝게 인지되는 어떤 음들이라도 상당히 구별된다.

### 피타고라스
피타고라스 조율에서 모든 음정은 각각 3:2의 주파수 비율을 갖는 적절하게 조율된 완전 5도의 연속에서 생성된다. 시리즈의 첫 번째 음이 시리즈의 13번째 음인 A♭이면 G♯이 더 높다. A♭의 7옥타브(옥타브 = 1대 2의 비율, 7옥타브는 1대 27 = 128)보다 피타고라스 콤마라는 작은 간격으로 표시된다. 이 간격은 수학적으로 다음과 같이 표현된다.
{\displaystyle {\frac {\hbox{twelve fifths}}{\hbox{seven octaves}}}={\frac {\left({\tfrac {3}{2}}\right)^{12}}{2^{7}}}={\frac {3^{12}}{2^{19}}}={\frac {531\,441}{524\,288}}=1.013\,643\,264...\approx 23.46{\hbox{ cents}}\!}

## 같이 보기
- 음악 이론
- 조옮김
- 온음계와 반음계